# یالی
یالی (انگلیسی: Yalí)یکی از شهرهای کشور کلمبیا است.